# Relazioni bilaterali tra Italia e Vietnam
Le relazioni bilaterali tra Italia e Vietnam sono considerate relativamente forti e amichevoli. L'Italia possiede un'ambasciata ad Hanoi ed il Vietnam possiede un'ambasciata a Roma.

## Storia
Durante la Guerra del Vietnam, l'Italia riconobbe il Vietnam del Sud solo perché era allineato all'Occidente. Tuttavia, nel 1966, l'ambasciatore italiano a Saigon, Giovanni D'Orlandi, collaborò con il diplomatico polacco Janusz Lewandowski della Polonia comunista che mantenne un legame amichevole con il Vietnam del Nord per persuadere per una pace totale e porre fine alla guerra del Vietnam. L'operazione Marigold è stata considerata una delle migliori opportunità che abbia mai avuto, tuttavia, a causa delle crescenti tensioni tra gli Stati Uniti e il Vietnam del Nord, con la successiva decisione di bombardare il Vietnam del Nord da parte del presidente Lyndon Johnson, non si è concretizzata.
L'Italia e il Vietnam hanno infine stabilito relazioni diplomatiche nel 1973.

## Relazioni moderne
Sin dalla fine della guerra fredda, le relazioni italo-vietnamite hanno visto una rinascita. Durante questo periodo, i due paesi hanno sviluppato stretti legami e cooperazione. L'Italia ha attivamente sostenuto una maggiore cooperazione tra il Vietnam e l'Unione europea (UE) e la normalizzazione delle relazioni tra il Vietnam e le istituzioni finanziarie, commerciali e monetarie internazionali. Il commercio bilaterale tra Vietnam e Italia ha raggiunto 4,3 miliardi di dollari nel 2015. I due paesi si stanno impegnando per raggiungere un valore di 5 miliardi di dollari all'anno.
Nel 2005, il Vietnam aveva voluto sviluppare relazioni sfaccettate con l'Italia in conformità con le attuali situazioni nel mondo e nella regione, ha assicurato il presidente Trần Đức Lương in visita al presidente Ferdinando Casini della Camera dei deputati durante la sua visita ad Hanoi.
Sandra Scagliotti, direttrice del Centro Studi Vietnamiti di Torino in Italia, ha dichiarato che "il Vietnam e l'Italia stanno vivendo il periodo più vibrante nelle loro relazioni, tra politica, economia, scambio culturale e cooperazione in materia di sicurezza".